# Óscar López Balestra

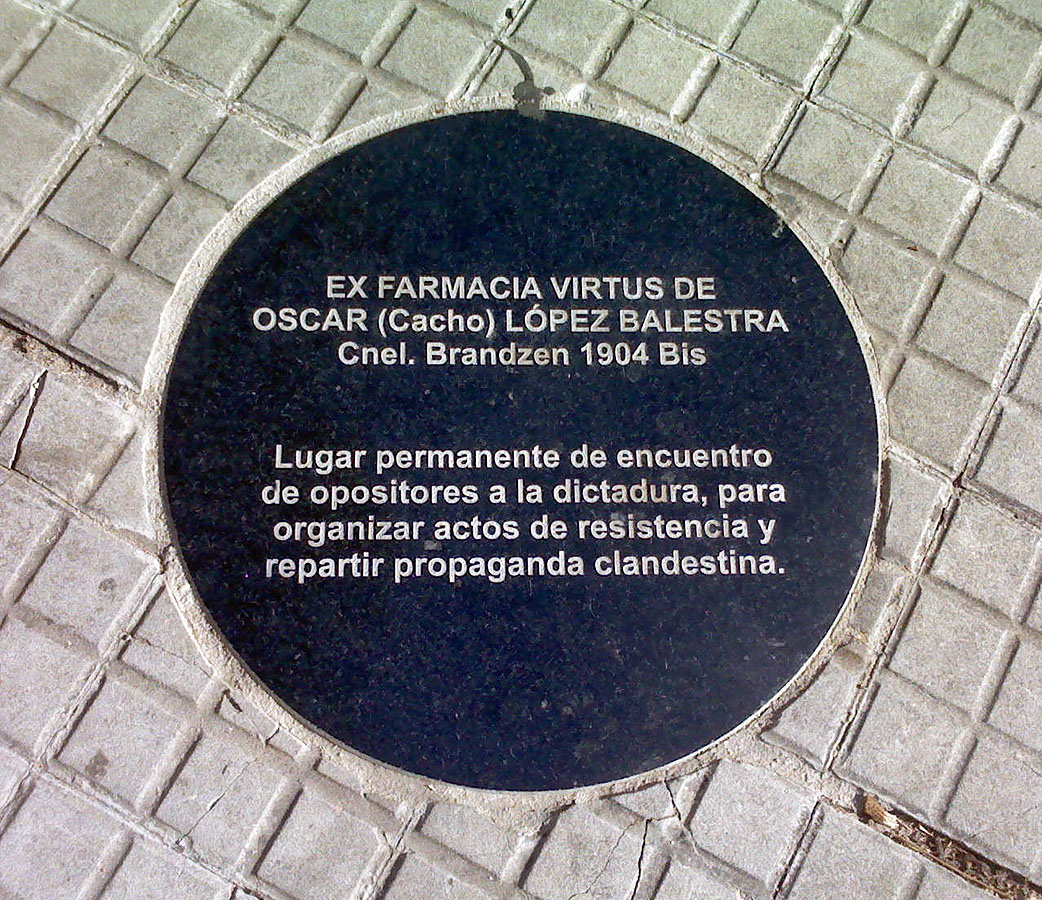
Marca de la memoria frente al local de la exfarmacia Virtus.

Óscar «Cacho» López Balestra (Tacuarembó, 14 de octubre de 1934 - 27 de febrero de 2023) fue un político uruguayo, integrante del partido Nacional. Dos veces diputado y activista por los derechos humanos, fue uno de los principales opositores a la dictadura cívico-militar en Uruguay (1973-1985).

## Biografía
Se inició en la política en 1953, en el partido Nacional. Fue edil departamental y durante la intendencia de Pedro Chiesa fue intendente interino.
En las elecciones generales de 1971 fue elegido diputado por el sector wilsonista de Por la Patria del partido Nacional, en representación del departamento de Tacuarembó. Ocupó el cargo hasta el golpe de Estado de 1973.  
En 1973, a sus 37 años, fue detenido varias veces y torturado. A partir del 5 de julio pasó 80 días detenido, entre otros lugares en la Escuela Militar, en el batallón Florida y en el servicio de inteligencia del ejército, al mando del coronel Ramón Trabal. Fue liberado y detenido nuevamente a los diez días, en el cuartel del ejército en su departamento de origen.
A fines de 1975, después de varias detenciones, decidió refugiarse en Buenos Aires donde asistió a Wilson Ferreira Aldunate, Zelmar Michelini y Héctor Gutiérrez Ruiz, en particular en el asesoramiento de refugiados uruguayos ante el Alto Comisionado de las Naciones Unidas para los Refugiados. Aconsejado por Raúl Alfonsín y Carlos Julio Pereyra, regresó a Uruguay en julio de 1976, después de que el 20 de mayo aparecieran los cadáveres de Michelini, Gutiérrez Ruiz, William Whitelaw y Rosario Barredo.
Desde febrero de 1977, fue el propietario de la desaparecida farmacia Virtus, ubicada en Brandzen 1904 B y Avenida Rivera, que a partir de mediados de ese año se convirtió en un importante centro de reunión de opositores a la dictadura. Quienes se acercaban por primera vez, pedían una «aspirina blanca» y eran interrogados antes de poder acceder a las reuniones. En dos piezas al fondo de este céntrico local, opositores de todo signo político mantenían frecuentes reuniones, se distribuían volantes, copias de los casetes que Wilson hacia llegar con mensajes grabados para que circularan clandestinamente, entre otras actividades de resistencia. En particular participaban exlegisladores y exministros nacionalistas como Gonzalo Aguirre, Fernando Oliú, Horacio Pola, Horacio Terra Gallinal, Juan Martín Posadas, Juan Pivel Devoto, entre otros. También el triunvirato que dirigía al partido Nacional en la clandestinidad y estuvo integrado por Carlos Julio Pereyra, Dardo Ortiz y Mario Heber. Al fallecer Heber en mayo de 1980, casi dos años después del caso del vino envenenado que en agosto de 1978 mató a su esposa Cecilia Fontana, fue sustituido por Jorge Silveira Zavala. Participaron estudiantes y otras personas sin actividad política previa.
Fue uno de los contactos más importantes que durante su exilio Ferreira Aldunate mantuvo con la oposición interna, en particular la del partido Nacional. Se comunicaban vía telefónica desde las localidades brasileñas de Santana do Livramento y Santa Vitória do Palmar, muy cercanas a la frontera con Uruguay, sobre todo a partir de 1978, año en el que López Balestra pasó más de 80 días detenido en Cárcel Central. A partir del plebiscito constitucional de 1980, con el ya previsible final de la dictadura pudieron mantener una reunión en Río de Janeiro y otras en Porto Alegre, junto a otros dirigentes. También comenzaron a realizarse reuniones opositoras en todo el país.
El 9 de noviembre de 1983, en la feria de Tristán Narvaja, fue protagonista de un hecho que se convirtió en una de las anécdotas más curiosas y recordadas de la resistencia durante los últimos tiempos de la dictadura. Después de eludir a la policía, que a la altura de la calle Pablo de María había interrumpido una marcha que partió del Obelisco a la Universidad, se acercó al callejón de la Universidad donde iba a ser orador en un acto de protesta. Los coraceros cargaron contra las personas presentes, entre ellos López Balestra quien fue empujado contra un puesto de fiambres de la feria. Allí atinó a tomar con la mano un salame que blandió a la manera de una cachiporra contra los coraceros, quienes retrocedieron e incluso uno de ellos se cayó. Al ver lo ocurrido, feriantes y transeúntes, varios de ellos heridos, comenzaron a arrojar todo tipo de objetos contra las fuerzas represoras.
Volvió a ser electo diputado en las elecciones generales de 1984, otra vez por el sector Por la Patria del partido Nacional. Ocupó la vicepresidencia de la Cámara de Representantes.
En el ámbito parlamentario formó la Comisión Investigadora sobre la Situación de Personas Desaparecidas y Hechos que la motivaron, a la que presidió, y la Comisión Investigadora sobre Secuestro y Asesinato Perpetrados contra los Ex Legisladores Héctor Gutiérrez Ruiz y Zelmar Michelini. En diciembre de 1986 votó en el Parlamento en contra de la ley de Caducidad de la Pretensión Punitiva del Estado. Apoyó la recolección de firmas  a través de la Comisión Nacional Pro Referéndum para convocar al referéndum del 16 de abril de 1989 en contra de la ley. Consideró la aprobación de esta ley una consecuencia directa del pacto del Club Naval y se opuso a su líder político, Ferreira Aldunate, quien apoyó esa ley.
Durante la presidencia de Luis Alberto Lacalle fue integrante del directorio de la Administración de Ferrocarriles del Estado (AFE).
Integró la Coordinadora Nacional por la Nulidad de la Ley de Caducidad, constituida el martes 21 de noviembre de 2006, que logró reunir las firmas necesarias para convocar a un plebiscito en 2009 contra la Ley de Caducidad de la Pretensión Punitiva del Estado.
Frente al exlocal de la farmacia Virtus se colocó una marca de la memoria con el texto «Exfarmacia Virtus, de Óscar (Cacho) López Balestra. Lugar permanente de encuentro de opositores a la dictadura, para organizar actos de resistencia y repartir propaganda clandestina.»